# Männerturnverein Stuttgart 1843
Männerturnverein Stuttgart 1843 est un club allemand de volley-ball fondé en 2007 et basé à Stuttgart dont l'équipe féminine joue  en 1.Bundesliga.

## Historique
VC Stuttgart a été formée en 2007 d'une fusion des clubs MTV Stuttgart et TSV Georgii Allianz Stuttgart.

## Palmarès
- Coupe d'Allemagne
  - Vainqueur : 2011, 2015[3], 2017[4]
  - Finaliste : 2016, 2019[5]2020.
- Championnat d'Allemagne
  - Vainqueur : 2019[6]
  - Finaliste : 2015[7]2016[8]2017, 2018[9]2021
- Supercoupe d'Allemagne
  - Vainqueur : 2016[10]
  - Finaliste : 2017, 2019.

## Historique des logos

Logo de la VC Stuttgart
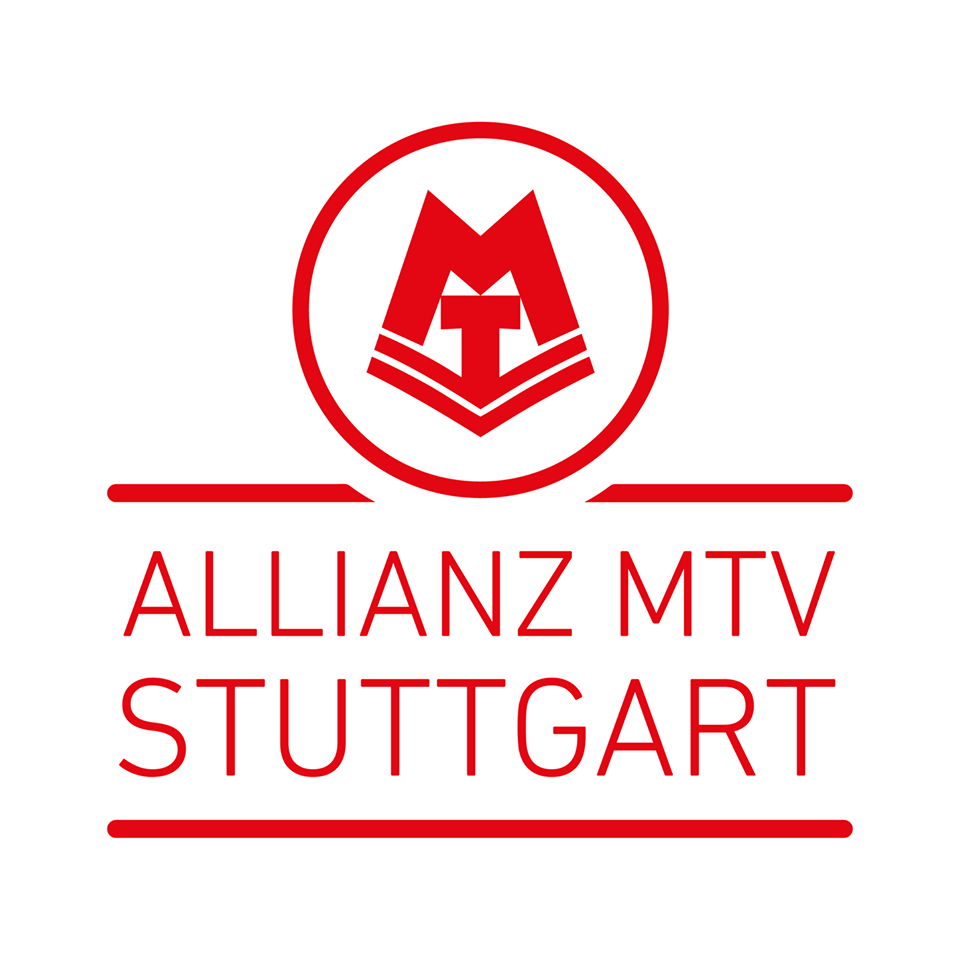
Logo d'Allianz MTV Stuttgart